# John Douglas Thompson
John Douglas Thompson (* 1964 in Bath, England) ist ein englisch-amerikanischer Schauspieler. Er wurde für den Tony Award nominiert und mit zwei Drama Desk Awards, drei Obie Awards, einem Outer Critics Circle Award und einem Lucille Lortel Award ausgezeichnet.
Der Kritiker der New York Times, Ben Brantley, bezeichnete Thompson als „einen der überzeugendsten klassischen Bühnenschauspieler seiner Generation“.

## Frühes Leben und Ausbildung
Thompson wurde in Bath, England, als Sohn jamaikanischer Eltern geboren und wuchs in Montreal, Quebec, und dann in Rochester, New York, auf. Er machte 1985 seinen Abschluss am Le Moyne College in Syracuse, New York, wo er Marketing und Wirtschaft studierte. In den frühen 1990er Jahren arbeitete er als reisender Computerverkäufer in Neuengland. Nachdem er seinen Job verloren hatte, entschied sich Thompson für die Schauspielerei und schrieb sich am Programm der Brown University/Trinity Repertory Company in Providence, Rhode Island, ein.

## Karriere
Thompson begann, in einer Vielzahl von Haupt- und Nebenrollen in ganz Neuengland aufzutreten, vor allem am American Repertory Theater und bei Shakespeare & Company, wo er auch seinen ersten Auftritt als Othello an der Trinity Repertory Company hatte, bevor er in New York einen großen Erfolg erzielte.
Im Jahr 2005 gab er sein Broadway-Debüt an der Seite von Denzel Washington als Flavius in Julius Caesar und spielte später Le Bret in der Broadway-Produktion von Cyrano de Bergerac im Jahr 2007 an der Seite von Jennifer Garner und Kevin Kline.
Thompson erlebte 2009 seinen Durchbruch, als er die Hauptrollen in den Off-Broadway-Produktionen Othello und The Emperor Jones spielte. Die New York Times schrieb: „Es gibt wohl keinen besseren klassischen Schauspieler, der derzeit am New Yorker Theater arbeitet“. Für seine Leistung in Othello wurde er mit einem Lucille Lortel Award und einem Obie Award ausgezeichnet, und für The Emperor Jones erhielt er eine Nominierung für den Drama Desk Award.
2010 spielte er neben Kate Mulgrew die Rolle des Antonius in einer regionalen Produktion von Antony and Cleopatra in Hartford, Connecticut, und 2012 spielte er Joe Mott in einer Produktion von The Iceman Cometh in Chicago mit Nathan Lane und Brian Dennehy. Ebenfalls 2012 trat Thompson in Das Bourne Vermächtnis in der Nebenrolle des Generalleutnants Paulsen auf.
Thompson erhielt begeisterte Kritiken für die Rolle des Louis Armstrong und anderer Charaktere in der Off-Broadway-Produktion des Ein-Schauspieler-Stücks Satchmo at the Waldorf aus dem Jahr 2014, die er im Wallis Annenberg Center for the Performing Arts in Beverly Hills wieder aufführte. Für seinen Soloauftritt erhielt er einen Drama Desk Award und einen Outer Critics Circle Award.
2014 spielte er die Titelrolle in der Off-Broadway-Produktion von Tamburlaine, Parts I and II und wiederholte 2015 seine Rolle als Joe Mott in der New Yorker Übertragung der Chicagoer Produktion von The Iceman Cometh. Für seine Leistung in beiden Stücken wurde Thompson mit einem zweiten Obie Award ausgezeichnet und erhielt im selben Jahr einen speziellen Drama Desk Award für „die Belebung des Theaters in New York durch seine souveräne Präsenz, sein klassisches Fachwissen und sein stimmliches Können“.
2018 war Thompson in der Rolle des Starkeeper in Broadways Carousel am Imperial Theatre in New York zu sehen, neben Joshua Henry, Jessie Mueller und Renée Fleming.
Neben seiner Arbeit am Theater trat Thompson u. a. im Fernsehen in Law & Order und Law & Order: Special Victims Unit auf. Außerdem wirkte er in dem Kurzfilm Midway und dem Justizdrama Michael Clayton mit. Er spielt die Rolle des Dr. Mitchell in dem 2020 erscheinenden HBO Max-Film Let Them All Talk unter der Regie von Steven Soderbergh. In der HBO-Miniserie Mare of Easttown ist er in der Rolle des Chief Carter zu sehen.
In dem Film Till aus dem Jahr 2022 spielte Thompson Emmett Tills Onkel Mose Wright aus Mississippi.
Im Jahr 2024 gab er sein Debüt bei der Royal Shakespeare Company und verkörperte auch dort die Hauptrolle des Othello.

## Theater (Auswahl)
- 2005: Flavius in Julius Caesar, Belasco Theatre, Broadway (Debüt)
- 2007: Le Bret in Cyrano de Bergerac, Richard Rodgers Theatre, Broadway
- 2009: Othello in Othello, New 42nd Street, Off-Broadway
- 2009: Brutus Jones in The Emperor Jones, Irish Repertory Theatre
- 2013: Carl Lee Hailey in A Time to Kill, John Golden Theater, Broadway (Außerdem spielte er eine Nebenrolle als Miles Davis.)
- 2014: Louis Armstrong und Joe Glaser in Satchmo at the Waldorf, Westside Theater, Off-Broadway
- 2014: Tamburlaine in Tamburlaine, Parts I and II, Theatre for a New Audience, Off-Broadway
- 2015: Joe Mott in The Iceman Cometh, Brooklyn Academy of Music, New York
- 2019: Earl of Kent in King Lear, Cort Theatre, Broadway
- 2023: Claudius in Hamlet, Delacorte Theater, New York; Shakespeare in the Park
- 2024: Othello in Othello, Royal Shakespeare Company, Stratford-upon-Avon.

## Filmografie (Auswahl)
- 2002: Law & Order: Special Victims Unit (Fernsehserie)
- 2003: Law & Order (Fernsehserie)
- 2007: Midway (Kurzfilm)
- 2007: Michael Clayton
- 2012: Das Bourne Vermächtnis
- 2016: Person of Interest (Fernsehserie)
- 2020: Let Them All Talk
- 2020–2021: For Life (Fernsehserie)
- 2021: Mare of Easttown (Miniserie)
- 2022: The 355
- 2022: Till – Kampf um die Wahrheit
- 2022–2023: The Gilded Age (Fernsehserie)
- 2025: Highest 2 Lowest